# 2243 Lönnrot
2243 Lönnrot eller 1941 SA1 är en asteroid i huvudbältet som upptäcktes den 25 september 1941 av den finske astronomen Yrjö Väisälä vid Storheikkilä observatorium. Den är uppkallad efter författaren Elias Lönnrot.
Asteroiden har en diameter på ungefär 8 kilometer och den tillhör asteroidgruppen Flora.